# Ictineu 3
L'Ictineu 3 és un submarí civil, per a ús científic i tècnic, de disseny i construcció catalans, inspirat en els submarins Ictíneo I i Ictíneo II creats per l'emprenedor figuerenc Narcís Monturiol i Estarriol en la segona meitat del segle xix. Opera sota bandera francesa amb el número de registre MA-933181.

## Projecte
El projecte fou impulsat per l'Associació Institut Ictineu, Centre Català de Recerca Submarina, registrada el febrer de 2006. El disseny i construcció s'ha dut a terme per l'empresa Ictineu Submarins S.L. (constituïda el febrer de 2007), inicialment en un taller al Museu Marítim de Barcelona, i posteriorment als seus propis tallers situats a Sant Feliu de Llobregat. Els seus promotors i artífexs són els enginyers Pere Forès i Carme Parareda. El submarí està certificat per la societat Germanischer Lloyd. El finançament del projecte es du a terme mitjançant mecenatge d'entitats i empreses, i donacions de persones en format de micromecenatge. En aquest sentit, es van demanar 60.000 euros a través de la plataforma Verkami, i les aportacions van superar aquesta quantitat.

## Prestacions
Es tracta d'un vehicle submarí pensat per l'exploració científica i els treballs submarins. Requereix un únic tripulant i pot portar un màxim de 2 passatgers addicionals. Les seves mides són: eslora 4,8 metres, mànega 1,9 metres, i puntal 2,8 metres, amb un desplaçament de 5 tones mètriques, admetent una càrrega de fins a 300 kilograms.
Consta d'un doble buc format per un buc resistent a la pressió, al qual se sobreposa un carenat hidrodinàmic que allotja part dels sistemes de navegació. El buc de pressió consta d'un habitacle esfèric d'acer inoxidable d'1,7 metres de diàmetre, amb una finestra d'observació frontal constituïda per una cúpula de metacrilat de 1.2 metres de diàmetre. Unida a l'esfera principal, n'hi ha una de més petita situada en posició superior i posterior, que integra una escotilla d'accés de 54 cm de diàmetre, i que disposa d'una cúpula de metacrilat de 54 cm de diàmetre, per permetre també l'observació exterior.
La seva profunditat operativa màxima és de 1.200 metres. La profunditat de col·lapse s'estima als 2.076 metres.
La seva propulsió és elèctrica, amb quatre hèlices mogudes cadascuna per un motor, amb una potència total de 108 kilowatts (4x 27 Kw). A més, utilitza quatre propulsors de maniobra d'1,25 kW cadascun. Els seus acumuladors són unes innovadores bateries d'ió-liti d'alt rendiment, desenvolupades per la mateixa empresa constructora, que permeten una autonomia de treball de 10 hores.

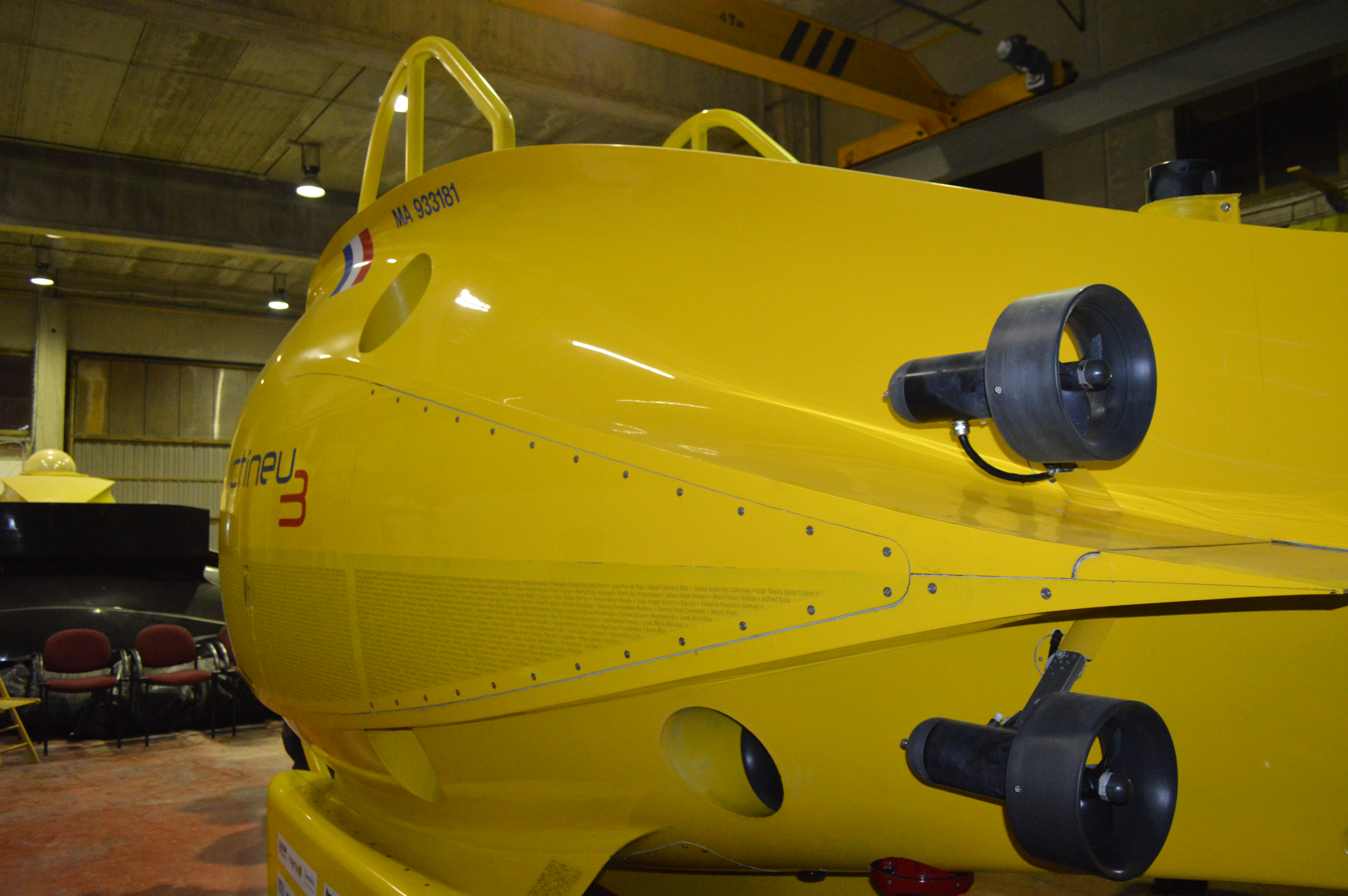
Detall dels motors elèctrics del darrere, que funcionen amb bateries d'ió liti.

La velocitat prevista en superfície és 2,5 nusos, i la velocitat de creuer en immersió és de 1.5 nusos. L'autonomia prevista en distància és de 10 milles nàutiques.
La reserva d'aire és de 160 litres a 700 atmosferes, repartida en 4 dipòsits, amb 20 litres addicionals d'oxigen a 200 atmosferes en 2 dipòsits. Disposa de tancs d'oxigen amb una reserva d'emergència de 80 litres a 200 atmosferes en 4 dipòsits, així com dispositius absorbidors de diòxid de carboni. Tot plegat garanteix un suport vital de 5 dies (120 hores/home).
Disposa de 2 braços robòtics, amb un abast d'1,5 metres, pinces intercanviables, i diversos graus de llibertat, que li permeten desenvolupar tasques com ara la manipulació i recollida d'objectes, ús d'eines, etc. En cas d'emergència poden despendre's del submarí. Incorpora focus de llum amb una potència total de 2.000 watts i flaixos amb 2.000 watts addicionals. Va equipat amb una ràdio submarina, ràdio VHF per superfície, sonda acústica de profunditat, i una sonda gràfica de 360°. Així mateix té una boia de seguretat amb 1.800 metres de cap.
És un vehicle d'autonomia limitada i dependrà d'un vaixell nodrissa de superfície, en forma de catamarà, que li forneix transport, energia, i suport logístic. Es preveu que pugui ser traslladat amb els seus accessoris en un contenidor.